# Christopher Lillis
Christopher Lillis (ur. 4 października 1998 w Rochester) – amerykański narciarz dowolny, specjalizujący się w skokach akrobatycznych, mistrz olimpijski.
W 2015 roku wystartował na mistrzostwach świata juniorów w Chiesa in Valmalenco, zajmując szóste miejsce. Podczas rozgrywanych rok później mistrzostw świata juniorów w Chiesa in Valmalenco był piąty. W zawodach Puchar Świata zadebiutował 4 lutego 2016 w Deer Valley, zajmując 9. miejsce. Tym samym już w swoim debiucie wywalczył pierwsze pucharowe punkty. Na podium zawodów tego cyklu po raz pierwszy stanął 20 lutego 2016 roku w Mińsku, gdzie zwyciężył w skokach akrobatycznych. W zawodach tych wyprzedził Maksima Huscika z Białorusi i Rosjanina Ilję Burowa. W 2019 roku, na mistrzostwach świata w Deer Valley zajął 7. pozycję. Dwa lata później zdobył srebrny medal indywidualnie oraz brązowy w drużynie podczas mistrzostw świata w Ałmaty.

## Osiągnięcia

### Igrzyska olimpijskie
| Miejsce | Dzień     | Rok  | Miejscowość | Konkurencja              | Zwycięzca  |
| ------- | --------- | ---- | ----------- | ------------------------ | ---------- |
| 1.      | 10 lutego | 2022 | Pekin       | Skoki akrobatyczne druż. | –          |
| 6.      | 16 lutego | 2022 | Pekin       | Skoki akrobatyczne       | Qi Guangpu |

### Mistrzostwa świata
| Miejsce | Dzień     | Rok  | Miejscowość | Konkurencja                  | Zwycięzca                     |
| ------- | --------- | ---- | ----------- | ---------------------------- | ----------------------------- |
| 7.      | 6 lutego  | 2019 | Deer Valley | Skoki akrobatyczne           | Maksim Burow                  |
| 6.      | 7 lutego  | 2019 | Deer Valley | Skoki akrobatyczne drużynowo | Szwajcaria                    |
| 2.      | 10 marca  | 2021 | Ałmaty      | Skoki akrobatyczne           | Maksim Burow                  |
| 3.      | 11 marca  | 2021 | Ałmaty      | Skoki akrobatyczne drużynowo | Rosyjska Federacja Narciarska |
| 1.      | 19 lutego | 2023 | Bakuriani   | Skoki akrobatyczne drużynowo | –                             |
| 4.      | 23 marca  | 2023 | Bakuriani   | Skoki akrobatyczne           | Noé Roth                      |
| 1.      | 27 marca  | 2025 | Engadyna    | Skoki akrobatyczne drużynowo | –                             |
| 7.      | 30 marca  | 2025 | Engadyna    | Skoki akrobatyczne           | Noé Roth                      |

### Puchar Świata

#### Miejsca w klasyfikacji generalnej
- sezon 2015/2016: 26.
- sezon 2016/2017: 53.
- sezon 2018/2019: 36.
- sezon 2019/2020: 29.

Od sezonu 2020/2021 klasyfikacja skoków akrobatycznych jest jednocześnie klasyfikacją generalną.
- sezon 2020/2021: 12.
- sezon 2021/2022: 25.
- sezon 2022/2023: 4.
- sezon 2023/2024: 3.
- sezon 2024/2025: 5.

#### Miejsca na podium w zawodach
1. Mińsk – 20 lutego 2016 (skoki) – 1. miejsce
2. Raubicze – 22 lutego 2020 (skoki) – 3. miejsce
3. Ałmaty – 28 lutego 2020 (skoki) – 1. miejsce
4. Moskwa – 23 stycznia 2021 (skoki) – 2. miejsce
5. Le Relais – 22 stycznia 2023 (skoki) – 3. miejsce
6. Engadyna – 4 marca 2023 (skoki) – 3. miejsce
7. Changchun – 16 grudnia 2023 (skoki) – 2. miejsce
8. Ałmaty – 10 marca 2024 (skoki) – 3. miejsce
9. Lac-Beauport – 25 stycznia 2025 (skoki) – 3. miejsce
10. Deer Valley – 7 lutego 2025 (skoki) – 3. miejsce
11. Beidahu – 23 lutego 2025 (skoki) – 3. miejsce